# Bundesverband der Dolmetscher und Übersetzer

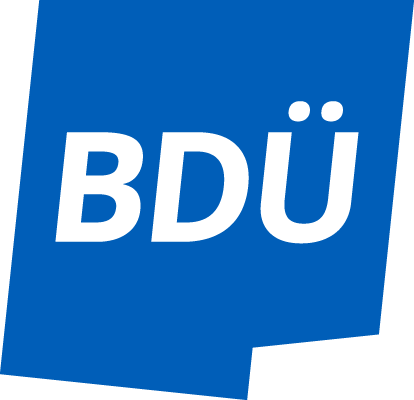

Der Bundesverband der Dolmetscher und Übersetzer e. V. (BDÜ) ist ein Verein mit Sitz in Berlin.
Mit rund 7500 Mitgliedern ist er mit Abstand der größte deutsche Berufsverband für Dolmetscher und Übersetzer. Er repräsentiert über 80 Prozent aller organisierten Dolmetscher und Übersetzer in Deutschland. Der BDÜ ist seit seiner Gründung Mitglied in der Fédération Internationale des Traducteurs (FIT), dem Weltdachverband der Übersetzerverbände.

## Aufbau
Der Bundesverband hat lediglich zehn juristische Personen als Mitglieder: neun regionale Verbände sowie den bundesweit agierenden Verband der Konferenzdolmetscher (VKD). Einzelübersetzer als natürliche Personen können einem oder mehreren der Mitgliedsverbände beitreten, aber nicht dem Bundesverband.
Geleitet wird der Bundesverband von einem Vorstand, dessen Präsident, Schatzmeister und Vizepräsidenten auf der Bundesmitgliederversammlung von Vertretern der Vorstände der Mitgliedsverbände gewählt werden. Dabei haben die Mitgliedsverbände je nach Mitgliederzahl ein unterschiedliches Stimmengewicht. 
Die Vorstände der einzelnen Mitgliedsverbände werden auf den jeweiligen Jahresmitgliederversammlungen von den Mitgliedern direkt gewählt. Dauer und mögliche Begrenzungen der Amtszeit der Vorstände sind von den jeweiligen Satzungen individuell geregelt.
Der Präsident des Bundesverbands ist für die Gesamtvertretung des BDÜ sowie die Leitung der Verbandspolitik zuständig. Die Vizepräsidenten bekleiden Ressorts wie beeidigte Dolmetscher und Übersetzer, Normung, Aus- und Weiterbildung, Öffentlichkeitsarbeit, Soziale Medien, Terminologie, Website. Darüber hinaus arbeiten dem Vorstand verschiedene Bundesreferenten in einzelnen Themenbereichen zu.

## Ziele und Aufgaben
Ziele und Aufgaben sind:
- Informationen über das Übersetzen und Dolmetschen,
- Regelung des Berufszugangs
- Sicherung der Qualität im Sprachendienstleistungsbereich
- Verbesserung der Aus- und Weiterbildung durch mehr Praxisbezug und Vermittlung von Fachwissen (fachliche Spezialisierung)
- Vereinheitlichung des Prüfungswesens
- Bundeseinheitliche Regelung von Beeidigung, Ermächtigung und öffentlicher Bestellung
- Bundeseinheitliche Richtlinien für Urkundenübersetzungen
- Organisation von Weiterbildungen für Dolmetscher und Übersetzer
- Aufbau und Entwicklung von Netzwerken für Dolmetscher und Übersetzer
- Beratung (potentieller) Auftraggeber
- Interessenvertretung der Übersetzer und Dolmetscher in gesetzgebenden Gremien, bei Behörden, Gerichten und Spitzenverbänden der Wirtschaft
- Aufzeigen der Bedeutung von Zuverlässigkeit und Qualität im Bereich Übersetzen und Dolmetschen

## Geschichte
Der BDÜ wurde am 30. September 1955 in München gegründet. Am Folgetag, dem 1. Oktober 1955, fand dessen konstituierende Sitzung statt. Es wurde beschlossen, die Geschäftsstelle am Regierungssitz in Bonn einzurichten. Der Verband ging aus dem Zusammenschluss des 1950 gegründeten Deutschen Dolmetscher-Bunds (DDB), bestehend aus den Landesverbänden Bremen, Hessen, Württemberg-Baden und Bayern, sowie dem 1953 gegründeten Bund Deutscher Dolmetscher-Verbände (BDDV) in Norddeutschland hervor. Die Mitgliederzahl des BDÜ lag zu diesem Zeitpunkt bei 580 (ohne Berlin). 
Damals, wie auch heute, stand der Einsatz für die Anerkennung des Berufsstandes und für gute Ausbildungsbedingungen im Vordergrund des verbandlichen Engagements. In den 1980er Jahren traf die Outsourcing-Welle in der Industrie auch viele angestellte Übersetzer und Dolmetscher. Der Schwerpunkt der verbandlichen Arbeit verlagerte sich auf die Unterstützung der freiberuflichen Tätigkeit von Übersetzern und Dolmetschern in allen Facetten.
1996 traten im Zuge von Auseinandersetzungen über die Arbeit und Zusammensetzung des Bundesvorstands drei Landesverbände aus dem BDÜ aus (Brandenburg, Hamburg/Schleswig-Holstein, Nordrhein-Westfalen). Daraus gingen der bestehende Berufsverband ADÜ Nord (aus dem LV Hamburg/Schleswig-Holstein) und der von 1997 bis 2023 aktive Verband ATICOM (aus dem LV NRW) hervor. Im BDÜ wurde der LV NRW zeitnah neu gegründet und der LV Berlin um die Zuständigkeit für Brandenburg erweitert. Hamburg und Schleswig-Holstein waren hingegen bis zur Erweiterung des LV Bremen und Niedersachsen zum LV Nord im Jahre 2015 nicht im BDÜ vertreten.
Seit Mai 2023 beschäftigt der BDÜ eine hauptamtliche „Politische Geschäftsführerin“ zur Vertretung der Interessen der Berufsgruppe gegenüber dem Gesetzgeber.

## Fachzeitschrift MDÜ
In seiner (auch im Abonnement für Nichtmitglieder) erhältlichen Fachzeitschrift MDÜ informiert der BDÜ in derzeit vier digitalen Ausgaben pro Jahr, von denen zwei auch als Printausgabe erscheinen, über berufsrelevante Themen und die Arbeit des Verbands. Die Auflagenhöhe beträgt 8000 Exemplare.

## BDÜ Weiterbildungs- und Fachverlagsgesellschaft mbH
2003 gründete der BDÜ seine Service GmbH, um geschäftliche Aktivitäten wie das Verlegen von Fachbüchern, die Durchführung von Seminaren und Kongressen wirtschaftlich von den Aktivitäten des Verbandes zu trennen. Im Jahr 2010 erfolgte die Änderung des Gesellschaftsnamens, in dem sich deren Geschäftsfelder besser widerspiegeln sollten. Das Verlagsprogramm umfasst sowohl Bücher zu allgemeinen Themen des Übersetzens und Dolmetschen als auch Titel zu Spezialthemen der Branche. Darüber hinaus bietet die BDÜ Weiterbildungs- und Fachverlagsgesellschaft mbH mehrtägige Fachseminare wie Auslandsseminare im Fachbereich Recht an. Ferner organisierte die BDÜ Weiterbildungs- und Fachverlagsgesellschaft mbH 2009 und 2012 die Fachkonferenzen „Übersetzen in die Zukunft“ mit 1600 bzw. 1200 Teilnehmern, sowie 2014 den FIT-Weltkongress „Im Spannungsfeld zwischen Mensch und Maschine“ mit 1600 Teilnehmern aus aller Welt.

## Honorare für Übersetzungs- und Dolmetschdienstleistungen
Die Honorare für Übersetzungs- und Dolmetschdienstleistungen müssen für die Leistungserbringer auskömmlich sein. Preisempfehlungen des Verbandes sind aufgrund der vielfältigen Faktoren, die in den Preis für eine Sprachdienstleitung einfließen, und aufgrund der Vorgaben des Bundeskartellamtes nicht möglich. Die Preise für Übersetzungs- und Dolmetschdienstleistungen für Gerichte sind im Justizvergütungs- und -entschädigungsgesetz (JVEG) in der Fassung vom 1. Juni 2025 geregelt. Danach wird eine Zeile mit 55 Zeichen inkl. Leerzeichen mit 1,95 Euro (2,10 Euro bei nichteditierbaren Texten) und bei erschwerten Texten mit 2,15 Euro (2,30 Euro bei nichteditierbaren Texten) vergütet. Der Stundensatz bei Arbeiten für Gerichte (Dolmetschzeit und Fahrzeiten) beläuft sich auf 93,00 Euro. Die Entschädigung pro gefahrenem Kilometer bei Nutzung eines Kraftfahrzeugs beträgt 0,42 Euro.
Alle anderen Honorare für Dolmetsch- und Übersetzungsdienstleistungen werden zwischen Auftraggeber und Auftragnehmer frei ausgehandelt. Als Information für alle Beteiligten führt der BDÜ alle zwei Jahre eine Honorarumfrage durch und veröffentlicht deren Ergebnisse aufgeschlüsselt nach Sprachrichtungen und Auftraggebertypen in seinem Honorarspiegel für Übersetzungs- und Dolmetschleistungen.